# 又八
又八（またはち）は、愛知県弥富市の地名。又八一丁目から又八四丁目と又八町又八走がある。

## 地理

### 字一覧
- 又八町又八走（またはちちょうまたはちばしり）[WEB 5]

## 歴史

### 人口の変遷
国勢調査による人口および世帯数の推移。
| 1995年（平成7年）  | 190世帯 628人 |  |
| 2000年（平成12年） | 181世帯 618人 |  |
| 2005年（平成17年） | 202世帯 673人 |  |
| 2010年（平成22年） | 207世帯 644人 |  |
| 2015年（平成27年） | 199世帯 607人 |  |

### 沿革
- 2006年（平成18年）4月1日 - 市制施行に伴い、海部郡弥富町大字又八新田が弥富市又八となる[WEB 5]。また、大字又八新田字江北が又八一丁目、字東側が又八二丁目、字江南が又八三丁目、字西側が又八四丁目、字又八走が又八町又八走にそれぞれ名称変更[WEB 5]。

## 交通
- 愛知県道109号子宝愛西線
- 町内をJR東海関西本線が通過するが、駅はない。

## 施設
- 神明社
- 又八霊園
- 江北公園
- 陸軍歩兵伍長大島源市之碑

### WEB
1. ↑  “愛知県弥富市の町丁・字一覧”.   人口統計ラボ. 2022年12月12日閲覧。
2. ↑  総務省統計局 (2017年1月27日). “平成27年国勢調査の調査結果(e-Stat) - 男女別人口及び世帯数 －町丁・字等” (CSV). 2021年7月21日閲覧。
3. ↑  “愛知県弥富市の郵便番号一覧”.   日本郵便. 2022年12月12日閲覧。
4. ↑  “市外局番の一覧” (PDF).   総務省 (2022年3月1日). 2022年3月22日閲覧。
5. 1 2 3  弥富市役所 総務部 総務課 行政グループ (2015年2月19日). “弥富市住所一覧  旧弥富町” (pdf).   弥富市. 2022年12月12日閲覧。
6. ↑  総務省統計局 (2014年3月28日). “平成7年国勢調査の調査結果(e-Stat) - 男女別人口及び世帯数 －町丁・字等” (CSV). 2021年7月20日閲覧。
7. ↑  総務省統計局 (2014年5月30日). “平成12年国勢調査の調査結果(e-Stat) - 男女別人口及び世帯数 －町丁・字等” (CSV). 2021年7月20日閲覧。
8. ↑  総務省統計局 (2014年6月27日). “平成17年国勢調査の調査結果(e-Stat) - 男女別人口及び世帯数 －町丁・字等” (CSV). 2021年7月21日閲覧。
9. ↑  総務省統計局 (2012年1月20日). “平成22年国勢調査の調査結果(e-Stat) - 男女別人口及び世帯数 －町丁・字等” (CSV). 2021年7月21日閲覧。
10. ↑  総務省統計局 (2017年1月27日). “平成27年国勢調査の調査結果(e-Stat) - 男女別人口及び世帯数 －町丁・字等” (CSV). 2021年7月21日閲覧。